# 474-es főút (Magyarország)
A 474-es főút az egyik újnak számító magyarországi főút, amely 2007-ben jött létre, amikor elkészült a 47-es főút orosházi elkerülő szakasza. Körülbelül 12,5 kilométer hosszú, ennek egy igen nagy hányada Orosháza belterületei között vezet.

## Története
A 474-es főút ezen az útszámon viszonylag új útnak számít, amely azonban ténylegesen egyáltalán nem új: szinte teljes hosszában a 47-es főút korábbi nyomvonalán halad. A 47-es orosházi elkerülő szakaszát 1995-ben kezdték el építeni, és 2007 novemberében lett végig kész; attól fogva hívják a belterületek közt átvezető, régi szakaszt 474-esnek.

## Jellemzői
Az út fő iránya északkelet-délnyugati, ha a kilométer-számozása szerint, Békéscsaba felől nézzük. Déli irányban válik el a 47-es főút elkerülő szakaszától, annak 161. kilométere előtt, majd szinte azonnal délnyugatnak fordul; első mintegy 2 kilométernyi szakaszán külterületen halad. 2,7 kilométer után ér teljesen Orosháza belterületére, ahol meglehetősen sok kisebb-nagyobb irányváltással, kanyargósan, szűkösen beépített területek között vezet. 3,6 kilométer után áthalad a Szeged–Kötegyán-vasútvonalon, a folytatásban Orosháza belvárosán kanyarog végig.
A 6. kilométerének elérése előtt kiágazik belőle a 44 315-ös út Orosháza vasútállomásra és az autóbusz-állomásra, majd beletorkollik a Gádorostól idáig húzódó, mintegy 14 kilométer hosszú 4407-es út. A 7. kilométere előtt két újabb fontos keresztezése következik, előbb a 4429-es út torkollik bele dél felől, Kevermestől iráig 46,5 kilométeren át húzódva, majd északnyugat felé ágazik ki a 4406-os út, Szentes irányában.
7,4 kilométer után, Orosháza felső megállóhely térségének északi szélénél keresztezi a Mezőtúr–Orosháza–Mezőhegyes–Battonya-vasútvonalat; ezután kivezet a városból, nemsokára eléri a megyehatárt, 11,4 kilométer után már a Csongrád-Csanád vármegye Hódmezővásárhelyi járásához tartozó Székkutas területén húzódik. Végül nagy ívben északnyugat felé kanyarodik, újra keresztezi a Szeged–Kötegyán-vasútvonalat és a 47-es főútba becsatlakozva ér véget, annak 174,200-as kilométerszelvénye táján.
Teljes hossza, az országos közutak térképes nyilvántartását szolgáló kira.gov.hu adatbázisa szerint 12,557 kilométer.